# Quercitrine
La quercitrine ou le quercitroside est un composé organique de la famille des flavonols, un sous-groupe de flavonoïdes. Il s'agit plus précisément d'un hétéroside de flavonol, le rhamnoside de la quercétine. C'est un métabolite secondaire présent dans certaines plantes. 